# Ernest Edward Kellett
Ernest Edward Kellett (Maidstone, 23 agosto 1864 – Redhill, 23 ottobre 1950) è stato uno scrittore inglese.

## Biografia
Ernest Edward Kellett studiò alla Kingswood School e al Wadham College di Oxford, dove si laureò in matematica.
Pubblicò nel 1900 il libro di narrativa A Corner in Sleep and Other Impossibilities dove raccolse alcuni racconti di fantascienza tra i cui The New Frankenstein.
L'anno seguente scrisse il racconto The Lady Automaton che venne pubblicato sul Pearson's Magazine.
Fu maestro dello scrittore Malcolm Lowry il quale partecipò alla redazione dell'opera The Northen Saga.

## Opere
- A Corner in Sleep and Other Impossibilities, Jarrold and Sons, Londra, 1900
- The Story of Myths, 1927
- The Northen Saga, 1928
- The Whirligig Of Taste, 1929[6]
- A Short History Of Religions, 1948[7]